# Critics’ Choice Television Awards 2019

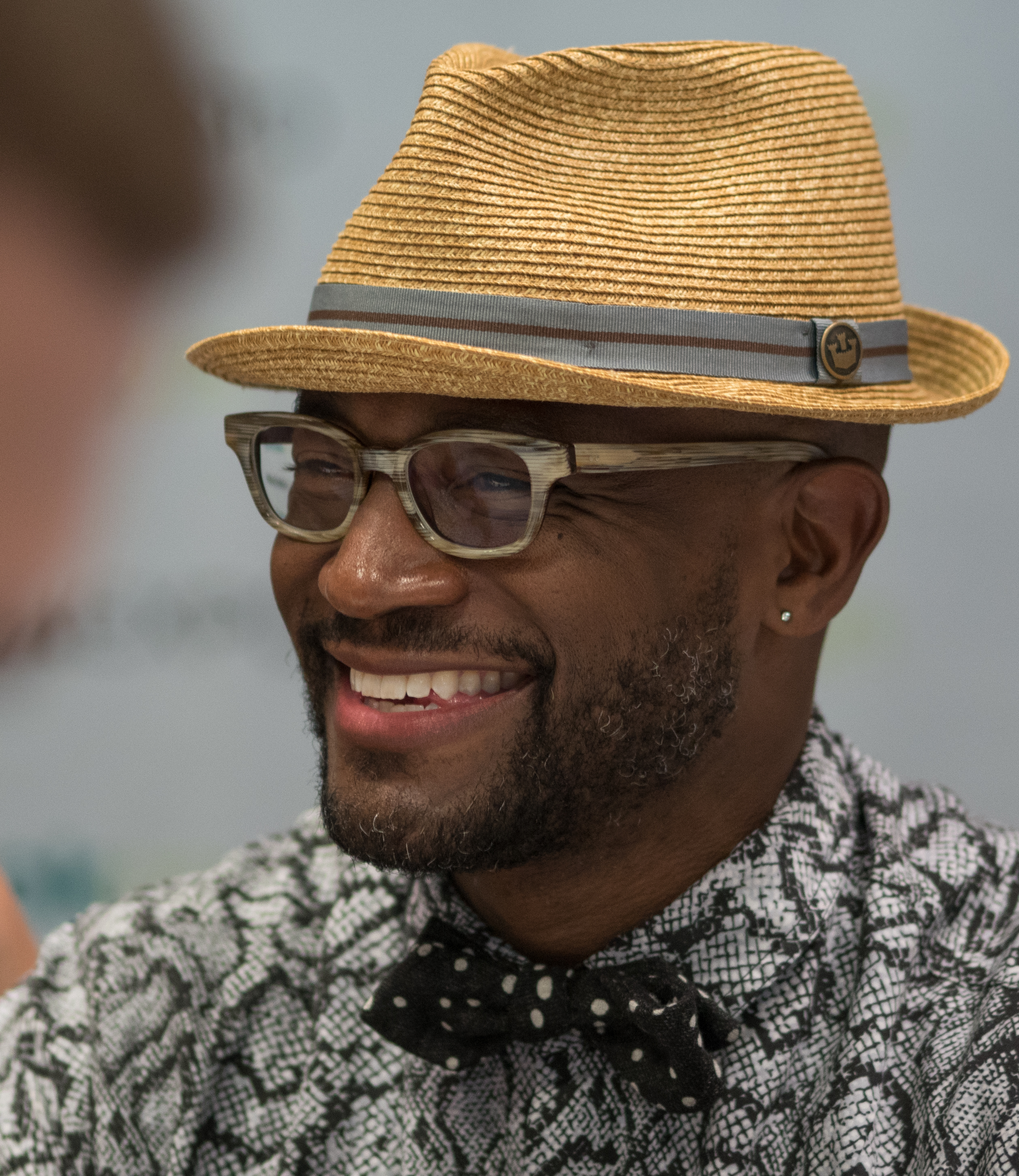
Taye Diggs, Moderator der Verleihung

Die 9. Verleihung der US-amerikanischen Critics’ Choice Television Awards, die jährlich von der Broadcast Television Journalists Association (BTJA) vergeben werden, fand am 13. Januar 2019 im Barker Hangar auf dem Santa Monica Municipal Airport im kalifornischen Santa Monica statt. Die Verleihung wurde live vom US-Sender The CW ausgestrahlt, Moderator war Taye Diggs.
Die Nominierungen wurden am 10. Dezember 2018 bekanntgegeben.

## Übersicht
| Serie/Film                             | N | A |
| -------------------------------------- | - | - |
| The Americans                          | 5 | 3 |
| American Crime Story                   | 5 | 2 |
| Escape at Dannemora                    | 5 | 0 |
| The Marvelous Mrs. Maisel              | 4 | 3 |
| Sharp Objects                          | 4 | 2 |
| Atlanta                                | 3 | 0 |
| Barry                                  | 3 | 2 |
| Better Call Saul                       | 3 | 0 |
| Genius                                 | 3 | 0 |
| The Good Place                         | 3 | 0 |
| Homecoming                             | 3 | 0 |
| Jesus Christ Superstar Live in Concert | 3 | 1 |
| Killing Eve                            | 3 | 1 |
| One Day at a Time (2017)               | 3 | 0 |
| The Tale – Die Erinnerung              | 3 | 0 |
| A Very English Scandal                 | 3 | 1 |

Am häufigsten nominiert wurden mit je fünf Nennungen die letzte Staffel von The Americans, die Staffel Der Mord an Gianni Versace der Anthologie-Serie American Crime Story und die abgeschlossene Miniserie Escape at Dannemora. Letztere ging bei der Verleihung leer aus, während The Americans drei und American Crime Story zwei Preise gewinnen konnte. Ebenfalls drei Awards erhielt die als beste Comedyserie ausgezeichnete Produktion The Marvelous Mrs. Maisel.

## Nominierte
(fett: Gewinner / eingerückt: weitere Nominierte)

### Sparte Comedy

#### Beste Comedyserie
The Marvelous Mrs. Maisel
Atlanta
Barry
The Good Place
The Kominsky Method
The Middle
One Day at a Time
Schitt’s Creek

#### Bester Hauptdarsteller in einer Comedyserie
Bill Hader – Barry
Hank Azaria – Brockmire
Ted Danson – The Good Place
Michael Douglas – The Kominsky Method
Donald Glover – Atlanta
Jim Parsons – The Big Bang Theory
Andy Samberg – Brooklyn Nine-Nine

#### Beste Hauptdarstellerin in einer Comedyserie
Rachel Brosnahan – The Marvelous Mrs. Maisel
Rachel Bloom – Crazy Ex-Girlfriend
Allison Janney – Mom
Justina Machado – One Day at a Time
Debra Messing – Will & Grace
Issa Rae – Insecure

#### Bester Nebendarsteller in einer Comedyserie
Henry Winkler – Barry
William Jackson Harper – The Good Place
Sean Hayes – Will & Grace
Brian Tyree Henry – Atlanta
Nico Santos – Superstore
Tony Shalhoub – The Marvelous Mrs. Maisel

#### Beste Nebendarstellerin in einer Comedyserie
Alex Borstein – The Marvelous Mrs. Maisel
Betty Gilpin – GLOW
Laurie Metcalf – The Conners
Rita Moreno – One Day at a Time
Zoe Perry – Young Sheldon
Annie Potts – Young Sheldon
Miriam Shor – Younger

### Sparte Drama

#### Beste Dramaserie
The Americans
Better Call Saul
The Good Fight
Killing Eve
Homecoming
My Brilliant Friend
Pose
Succession

#### Bester Hauptdarsteller in einer Dramaserie
Matthew Rhys – The Americans
Freddie Highmore – The Good Doctor
Diego Luna – Narcos: Mexico
Richard Madden – Bodyguard
Bob Odenkirk – Better Call Saul
Billy Porter – Pose
Milo Ventimiglia – This Is Us – Das ist Leben

#### Beste Hauptdarstellerin in einer Dramaserie
Sandra Oh – Killing Eve
Jodie Comer – Killing Eve
Maggie Gyllenhaal – The Deuce
Elisabeth Moss – The Handmaid’s Tale – Der Report der Magd
Elizabeth Olsen – Sorry for Your Loss
Keri Russell – The Americans

#### Bester Nebendarsteller in einer Dramaserie
Noah Emmerich – The Americans
Richard Cabral – Mayans M.C.
Asia Kate Dillon – Billions
Justin Hartley – This Is Us – Das ist Leben
Matthew Macfadyen – Succession
Richard Schiff – The Good Doctor
Shea Whigham – Homecoming

#### Beste Nebendarstellerin in einer Dramaserie
Thandie Newton – Westworld
Julia Garner – Ozark
Rhea Seehorn – Better Call Saul
Dina Shihabi – Tom Clancy’s Jack Ryan
Yvonne Strahovski – The Handmaid’s Tale – Der Report der Magd
Holly Taylor – The Americans

### Sparte Fernsehfilm bzw. Miniserie

#### Beste Miniserie
Der Mord an Gianni Versace – American Crime Story
American Vandal
Escape at Dannemora
Genius: Picasso
Sharp Objects
A Very English Scandal

#### Bester Fernsehfilm
Jesus Christ Superstar Live in Concert
Icebox
King Lear
My Dinner with Hervé
Notes from the Field
The Tale – Die Erinnerung

#### Bester Hauptdarsteller in einem Fernsehfilm oder einer Miniserie
Darren Criss – American Crime Story
Antonio Banderas – Genius: Picasso
Paul Dano – Escape at Dannemora
Benicio del Toro – Escape at Dannemora
Hugh Grant – A Very English Scandal
John Legend – Jesus Christ Superstar Live in Concert

#### Beste Hauptdarstellerin in einem Fernsehfilm oder einer Miniserie
Amy Adams – Sharp Objects und
Patricia Arquette – Escape at Dannemora
Connie Britton – Dirty John
Carrie Coon – The Sinner
Laura Dern – The Tale
Anna Deavere Smith – Notes from the Field

#### Bester Nebendarsteller in einem Fernsehfilm oder einer Miniserie
Ben Whishaw – A Very English Scandal
Brandon Victor Dixon – Jesus Christ Superstar Live in Concert
Eric Lange – Escape at Dannemora
Alex Rich – Genius: Picasso
Peter Sarsgaard – The Looming Tower
Finn Wittrock – American Crime Story

#### Beste Nebendarstellerin in einem Fernsehfilm oder einer Miniserie
Patricia Clarkson – Sharp Objects
Ellen Burstyn – The Tale
Penélope Cruz – The Assassination of Gianni Versace: American Crime Story
Julia Garner – Dirty John
Judith Light – The Assassination of Gianni Versace: American Crime Story
Elizabeth Perkins – Sharp Objects

### Weitere Kategorien

#### Beste Zeichentrickserie
BoJack Horseman
Adventure Time
Archer
Bob’s Burgers
The Simpsons
South Park